# Маковейково
Маковейково — деревня в Красногородском районе Псковской области России. Входит в состав Красногородской волости.

## География
Деревня находится в юго-западной части Псковской области, в зоне хвойно-широколиственных лесов, к северу от автодороги 58К-150, на расстоянии примерно 6 километров (по прямой) к востоку-юго-востоку (ESE) от посёлка городского типа Красногородск, административного центра района.

### Климат
Климат характеризуется как умеренно континентальный, мягкий, с прохладной зимой и тёплым летом. Средняя многолетняя температура самого холодного месяца (января) составляет −7 °С, температура самого тёплого (июля) — +17 °С. Среднегодовое количество осадков — до 650 мм. Вегетационный период длится 120—130 дней в году.

### Часовой пояс
Деревня Маковейково, как и вся Псковская область, находится в часовой зоне МСК (московское время). Смещение применяемого времени относительно UTC составляет +3:00.

## Население
| 2001 | 2002 | 2010 |
| ---- | ---- | ---- |
| 0    | ↗1   | →1   |

Согласно результатам переписи 2002 года, в национальной структуре населения русские составляли 100 %.